# Norak (dystrykt)

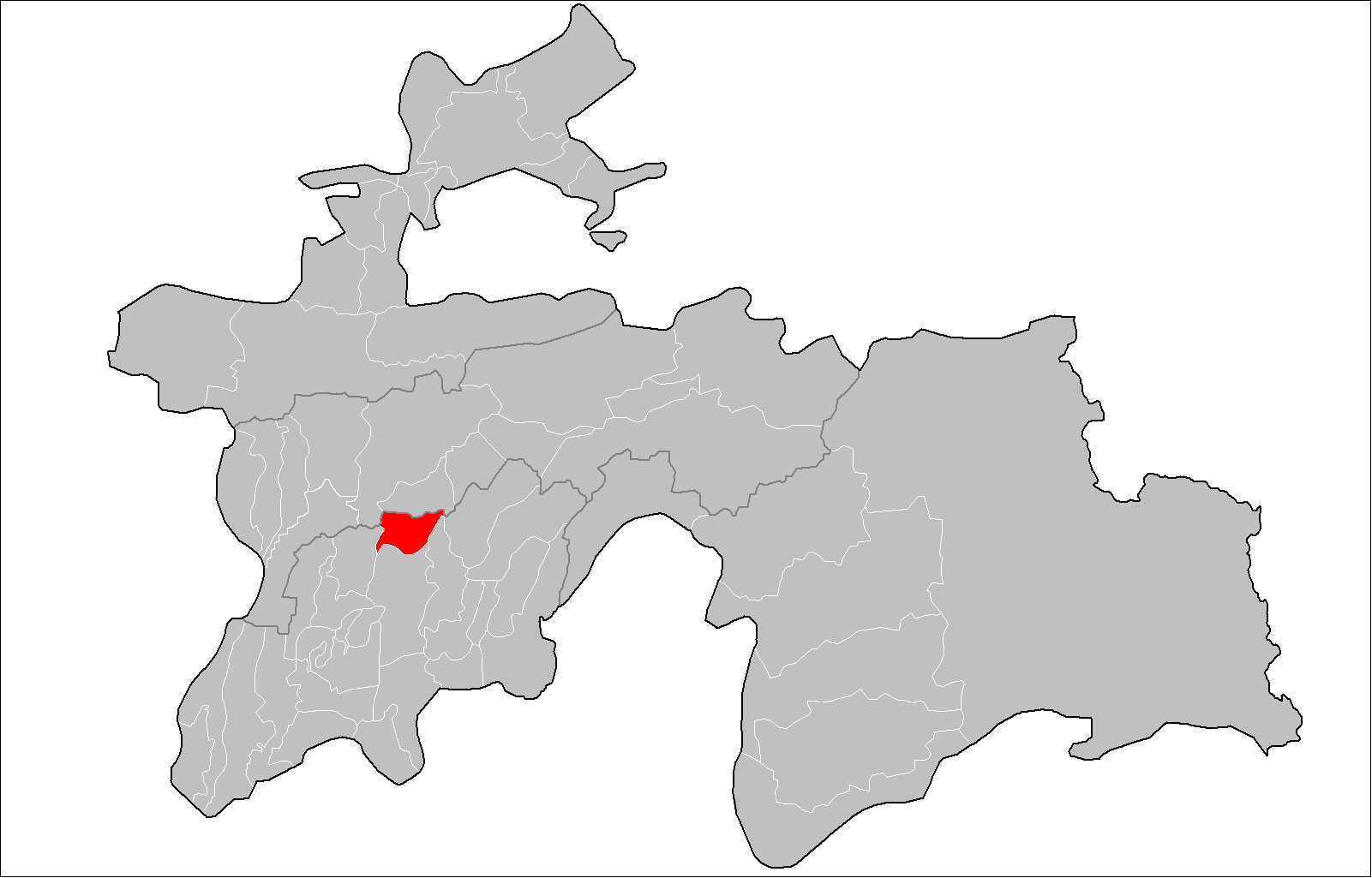
Norak na mapie Tadżykistanu

Dystrykt Norak lub Nohiya-i Norak, jeden z dystryktów wilajetu chatlońskiego w Tadżykistanie. Jego siedzibą jest miasto Norak.